# Couch Flambeau
Couch Flambeau est un groupe de punk rock américain, originaire de Greendale, dans le Wisconsin. L'esprit tranchant et original des paroles ainsi que le virtuosité du chanteur et guitariste Jay Tiller ont véhiculé la notoriété du groupe dans le milieu du rock indépendant depuis années 1980. Ils comptent au total quatre albums studio : Mammal Insect Marriage (1983) (chez Ludwig Van Ear Records), The Day the Music Died (1985) et Ghostride (1989) (chez It's Only a Record Records), et l'éponyme Couch Flambeau (1998). Ils ont également sorti deux cassettes audio, Curiosity Rocks (1982 - enregistrée en "six heures"), et Rock With Your Sock On (1987), et un EP, Models (1987). Ainsi qu'une compilation, I Did a Power Slide in the Taco Stand: Anthology 1982-2001, publiée en 2004.

## Biographie
Le groupe est formé en 1981 à Greendale, un village de la banlieue de Milwaukee dans le Wisconsin, par deux amis de lycée, le guitariste Jay Tiller et le batteur Ron Faiola (pseudonymes : Ron Ford/Giant Wow). Au début connus sous le nom des Couch Potatoes, leurs premiers concerts se sont déroulés en 1981 à l'Université du Wisconsin-Milwaukee. Lors de ces concerts, Tiller et Faiola allaient sur scène en pyjamas avec un sac en papier sur la tête, geste postmodern aux fins d'anonymiser et rendre invisibles les membres du groupe.   
Au printemps 1982, le bassiste Neil Socol rejoint la formation : les Couch Potatoes jouent au Starship étant à l'époque, avec le Zak's, une des deux boîtes de nuit punk rock de Milwaukee.  
Deux chansons (Mobile Home et I'm a Waiter) enregistrées lors du concert au Starship seront souvent passées par les DJ à la radio universitaire de la Milwaukee School of Engineering, WMSE. Dans la foulée les membres choisissent un nouveau nom pour le groupe - Couch Flambeau, inspiré d'un dessin animé canadien où un chat cherche à manger une "mouse (souris) flambeau". 
Entre 1982 et 1986, Couch Flambeau deviennent l'un des groupes punk indé milwaukéen des plus actifs, partageant la scène avec entre autres, des Violent Femmes, The Replacements, The Damned, et les Butthole Surfers. En 1987 sort la cassette Rock With Your Sock On comprenant toutes les chansons issues de Curiosity Rocks (enregistré un mois après la création du groupe) et Mammal Insect Marriage.
Après des années de silence, Couch Flambeau revient en 1998 avec un nouveau batteur, Rusty, et un album homonyme. En 2004 sort l'anthologie I Did a Power Slide in a Taco Stand: Anthology 1982–2001. 
Le 13 octobre 2020, le groupe sort une toute nouvelle chanson The Pack is Back (titre inspiré du chant des supporteurs des Packers de Green Bay) sur bandcamp.com

## Discographie
- 1982 : Curiosity Rocks (cassette auto-produite)
- 1983 : Mammal Insect Marriage
- 1984 : Milwaukee Sampler Vol. 1, (compilation ; avec la chanson We'll Go Through the Windshield Together)
- 1985 : The Day the Music Died
- 1986 : We're Not So Smart/Mississippi Queen (7")
- 1987 : Models (EP)
- 1987 : Rock With Your Sock On (cassette)
- 1989 : Ghostride
- 2004 : I Did a Power Slide in a Taco Stand: Anthology 1982–2001